# 옥관빈
옥관빈(玉觀彬, 1891년 1월 18일 ~ 1933년 8월 1일)은 대한제국의 계몽운동가이자 일제강점기의 독립운동가, 언론인, 기업인, 불교인이다. 이명은 옥혜관(玉慧觀)이다.
1911년 윤치호·양기탁·안태국·이승훈·임치정과 함께 105인 사건에 연루되어 서대문형무소에 투옥, 1917년 11월 24일 최종 석방되었다. 1918년부터 1923년에는 상해대한교민단을 활동하면서 독립운동 후원활동을 하였고, 삼덕양행(三德洋行) 등 개인 사업활동을 통해 막대한 부를 이뤘다. 그러나 자신이 독립운동가들에게 자금을 댄다는 것을 자랑삼아 떠벌리며 나라도 되니까 너희에게 돈을 주는게 아니겠느냐며 무시하다가 일부 독립운동가들의 분노를 사기도 했다. 옥관빈은 일부 독립운동가들을 비방하고 다니기도 했다. 1928년 중국에 귀화하여 근대 한중 불교의 가교이자 메신저 역할을 하였고, 불자약창(佛慈藥廠)을 설립하여 중국에서는 "중약(中藥)을 근대화한 중국의 애국적인 실업가"로서 평가되었다. 1933년 8월 2일 상하이 프랑스 영사관 경무국 정무과의 '옥관빈 암살 조사 보고'에 따르면 옥관빈은 중국으로 귀화했음에도 불구하고 일본 영사관에도 등록되어 있었다.
일설에 따르면, 1933년 7월 22일~7월 23일경 옥관빈이 일본 군대를 위하여 약 2만원의 재목을 제공하고 일본 관헌에게 혁명운동에 관한 밀정행위를 한 사실이 포착되었다고 전한다. 1933년 8월 1일 옥관빈은 상하이 프랑스 조계에서 흥사단원인 다른 독립운동가 이모의 부인과 간통하고 나오던 중, 그를 추적하던 오면직(吳冕植, 일명 양여주 楊汝舟)와 엄순봉(嚴舜奉, 일명 엄형순 嚴亨淳)의 총격을 받고 살해되었다.

## 생애

### 생애 초반 (1891)
1891년 1월 18일에 태어났다. 경성지방법원 판결문에 따르면 1911년 당시 본적/주소는 평남 평양군 율리면 상사리 성원시장이었다. 조부 대에 평양으로 이주한 화교 가문이었다고 한다.

### 애국 계몽 활동 (1905~1909)
1905년(광무 8년) 11월 을사보호조약이 체결되자 을사조약 반대 운동에 동참하였다. 그 뒤 상동교회(尙洞敎會)에서 열린 전국대회에 참석하기 위하여 서울로 올라왔다. 예수교회의 전국대회는 구실이었고 그 내실은 '을사 5조약'에 대한 반대운동을 전개하기 위한 것이었다. 이때에 상동교회에 모인 인물은 전덕기(全德基), 정순만(鄭順萬), 이준(李儁), 이동녕, 김구, 최재학(崔在學), 계명륙(桂明陸), 김인집(金仁楫), 옥관빈, 이승길(李承吉), 차병수(車炳修), 조성환 등이었다.
1906년(광무 9년) 대한매일신보의 총무 운강(雲崗) 양기탁(梁起鐸)과 함께 매일신보의 집필진의 한사람으로 칼럼을 기고하였다. 당시 매일신보의 편집진은 박은식, 최익(崔益), 옥관빈, 변일(卞一), 신채호, 장도빈(張道斌) 등이 있었고 영업진에는 양기탁(梁起鐸), 임치정(林蚩正), 안태국 등이 있었다.
신채호는 황성신문이 정간당하자 곧 대한매일신보로 자리를 옮겨 박은식, 최익(崔翼), 옥관빈, 장도빈 등과 함께 불을 뿜는 듯한 항일의 붓을 휘둘렀다. 신채호 등의 영입으로 《매일신보》는 더욱 활기를 띠었고, 그는 수시로 일본 제국주의자들의 조선 침략 야욕을 조롱하는 글을 올려 일제 당국의 감시를 당했다.
1909년(융희 3년) 안창호 등과 함께 청년학우회(靑年學友會)를 조직하고 서기에 취임하였다. 이어 청년학우회가 흥사단으로 바뀌자 흥사단의 창립 멤버의 한사람으로 참여하였고, 신민회에도 가입하여 활동하였다.

### 105인 사건과 투옥 (1910~1917)
1910년 12월 27일 일제는 기호파 민족운동가들을 대거 체포한 안명근사건(안악사건)을 일으켰다. 일제는 곧바로 신민회사건(105인사건)을 기획하여 서북파 민족운동가들을 대거 체포하였는데, 옥관빈은 신민회사건 관련자로 지목되어 평안남도에서 안태국과 함께 체포되었다. 열차에서 체포되어 평양 감옥에 수감되었다. 이후 서대문형무소로 이송, 고문을 당했으나(출처 필요) 동료들의 이름을 발설하지 않았다고 한다.
1911년 7월 22일 경성지방재판소에서 옥관빈은 징역 1년 6개월을 선고 받았다.
1911년 10월 18일 옥관빈은 보안법 및 총독모살미수죄를 적용받아 징역 7년형을 선고 받았다. 이날 많은 독립운동가들이 징역 5~10년형을 선고 받았다.
그 뒤 보안사건으로 또 재판을 받을 때는 양기탁을 비롯하여 안태국, 김구, 김홍량, 주진수, 김도희, 김용규, 고정화, 정달화, 감익룡 등과 함께 출석했다. 이때 그는 양기탁, 안태국, 김구 등과 함께 2년형을 선고받았다. 그 뒤 2년형을 살고 있던 중 양기탁, 안태국 등과 유배형에 처했던 이승훈 등과 함께 다시 끌려가 심문을 당했다.
1913년 3월 20일 최종 공판에서 윤치호, 이승훈, 양기탁, 임치정, 이승훈, 안태국 등 5명에게 징역 6년, 옥관빈에게 징역 5년이 선고되었다. 나머지 99명에게는 무죄가 선고되었다.
1913년 7월 15일 윤치호, 이승훈, 양기탁, 임치정, 이승훈, 안태국 등 5명에게 징역 6년, 옥관빈에게는 징역 5년이 선고되고, 나머지 99명에게는 무죄가 선고되었다. 단 매일신보에 따르면 옥관빈 포함 6명 모두 징역 6년형(미결구류일수 180일은 형기에서 공제)을 선고 받았다.
1917년 11월 24일 옥관빈은 최종 석방되었다.

### 상해한인교민단 활동 및 독립운동단체 지원 (1918~1923)
이후 옥관빈은 상해 임시 정부 및 대한민국 임시정부 수립에 관여했지만 깊이 발 담그지는 않았고, 안창호 계열과 결을 같이 했지만 흥사단에 깊이 발 담그지는 않았다. 옥관빈은 대한민국 임시정부 산하 단체인 상해대한교민단을 위주로 활동하였다.
1919년 4월 대한민국 임시 의정원 의원이 되고, 상해 임시 정부 창립에 가담하였다. 또한 상해 임시 정부의 기관지로 독립신문이 창간되자 독립신문사의 총무로 참여하였다.
1920년 2월 25일 임시 의정원 제1회 정기총회 3일차에 옥관빈의 부의장직 사퇴가 수리되었다.
1921년 9월 19일 옥관빈은 상해대한교민단 본구의원에 당선되었다.
1921년 5월 10일 조선총독부 경무국장은 옥관빈을 안창호 계열로 분류하였다. 1926년 10월 8일 안창호가 지린성(길림성)에서 군사단체를 조직하다가 체포되는 일이 있어서 안창호 지지자들이 성토문을 제출한 적이 있다. 이 성토문에도 옥관빈은 안창호 계열로 나타난다. 하지만 옥관빈이 안창호의 흥사단에 깊이 발 담갔는지는 부정확하다.
1921년부터 그는 무역업에 종사하였다. 옥관빈은 안창호를 통해 임정과 인성학교에 대한 경제적 후원을 제의해왔다. 그러나 중론에 따라 인성학교는 그 돈을 받았고 임정은 받지 않았다. 그해 12월 무역회사인 합명회사배달공사(合名會社倍達公司)를 개업하고 총경리(總經理)가 되었다. 그 뒤 그는 상하이에서 독일과의 무역을 하는 삼덕양행과 의약품 제조 업체 불자약창을 개설 운영하는 자본금 30만원 규모의 자산을 모아 거상으로 성장했다. 당시 각종 사회사업에도 돈을 투자하여 명성을 날렸으며 상하이 한인 교민사회의 저명인사로 알려지게 되었다. '옥혜관'이라는 별칭으로도 알려졌다.
1922년 3월 1일 옥관빈은 상하이에 배달공사(倍達公司)라는 회사를 설립하고 대표로서 축사를 하였다.
임정과 인성학교 등에 자금을 지원하던 그는 우연한 기회에 독립운동가들을 비웃는 말을 하게 된다. "인성학교에 돈을 준 옥관빈은 우리나라 신문을 이용하여 자기를 과대선전하고 독립운동가를 비방하기 시작했다. 독립운동한다고 떠돌아 다니는 사람들, 먹고 살 길도 없고 무식하여 내가 쌀가마나 나눠주고 돈 몇푼 던져주면 모두 내 밑에 와서 아부나 할 사람들이라고 멸시를 했다."
상하이 임시정부가 자금난에 쪼들리자 그는 김구에게 아편같은 마약 밀매로 돈을 벌어보는 것은 어떤지를 물었다. 아편장사를 하던 독립운동가들의 존재를 불쾌하게 여겼던 김구는 그의 제안에 분노하였다. 그는 이승만에게도 임정에서 미국에 마약밀매를 해보면 어떻냐는 제안을 했다. 이승만은 대답도 하지 않고 연락을 끊어버렸다.
1922년 7월 대한민국 임시정부는 국민대표회의 소집 문제를 논하기 위해 시사책진회를 조직하였다. 이때 옥관빈은 안창호, 신익희, 원세훈, 오영선, 이탁(李鐸), 여운형, 이동녕, 김구, 조소앙 등과 함께 시사책진회의 조직에 참여하였다. 그러나 시사책진회는 아무런 성과를 거두지 못하고 그해 8월 11일 해체되었다.
1922년 6월 19일 옥관빈은 대한청년대회에게 '잠시 혁명단체가 되어 대한민국 임시정부의 위기를 구할 것'을 요구하면서 구체적으로 '임시 의정원 의원을 전부 사직시킬 것', '각지에 통고하여 의원과 명사를 (새로) 선출하여 임시 의정원을 완전 충실케 할 것', '헌법제도를 수정하여 시의에 맞게 할 것', '대통령의 임기를 정하고 개선할 것' 등 대한민국 임시정부의 개조를 건의했다.
1923년 3월 16일부터 3월 18일까지 '수공업진흥책에 대하여(전 3회)'라는 주제로 조선일보에 칼럼을 기고하였다.
1923년 10월 24일 내무총장 김구 입회 하에 상해대한교민단 제4회 의원총선거가 실시되었는데, 옥관빈은 북구의원에 당선되었다. 김승학·여운형·윤기섭·안정근·옥성빈(玉成彬)·조완구 등은 본구에, 변동화(邊東華) 등은 동구에, 민제호(閔濟鎬)는 서구에 각각 당선되었다.

### 중국 귀화 이후 (1928~1933)

#### 불교 활동
옥관빈은 1928년 중국에 귀화한 후에는 주로 법명을 사용하였기 때문에 중국인 사회에서는 옥혜관(玉慧觀)으로 널리 알려졌다. 옥관빈은 근대 한중 불교의 가교이자 메신저 역할을 하였고, 불자약창(佛慈藥廠)을 설립하여 중국에서는 "중약(中藥)을 근대화한 중국의 애국적인 실업가"로서 평가되었다.

#### 독립운동가들과의 갈등 (1929~1932)
1929년 4월 20일 옥관빈은 조상섭(趙尙燮)·전용덕(田龍德) 등 대한민국 임시정부에 참여하였던 30여명과 함께 상하이의 프랑스 조계 대한민국 임시정부 청사 근처에서 모여 한국상인의 친목도모와 대한민국 임시정부의 자금조달을 원활히 추진하기 위하여 상해고려상업회의소(上海高麗商業會議所)를 조직하였다.
그러자 1929년 7월 25일 마르크스-레닌주의 성향의 재중국한인청년동맹(在中國韓人靑年同盟)은 '상해고려상업회의소는 조선 경제를 착취하는 일본인의 어용적인 기관이자 일본인-조선인 융화기관으로 조직된 것'이라며 옥관빈 측에 경고하는 성명서를 발표했다. 그들은 또한 상해대한교민단이 6·10 만세운동 기념식 거행을 부결시킨 일도 비난하였다.
당시 옥관빈은 상하이에서 유명 인사로 알려져 있었다. 더욱이 수백 명의 제약회사 노동자를 거느리고 있고, 많은 돈을 써서 신문사를 포섭하여 상하이의 고급 관리는 물론 재계와 종교단체까지 잡고 있었기 때문이었다. 호화스러운 저택과 고급 승용차에 거만한 언동 등 그의 위세는 너무나 당당했다. 일부 독립운동가들의 자랑과 허영을 못마땅하게 봤던 그는 독립운동한다고 떠돌아 다니는 사람들, 먹고 살 길도 없고 무식하여 내가 쌀가마나 나눠주고 돈 몇푼 던져주면 모두 내 밑에 와서 아부나 할 사람들이라고 멸시했다. 이는 그대로 김구나 임시정부, 의열단, 아나키스트들의 귀에도 그대로 들어갔다. 임정에서 탈퇴한 뒤로 옥관빈은 흥사단 활동 등 일부를 빼고는 독립운동에 소극적이었고 때로는 일본 기업인들과도 교류를 했다. 더구나 옥관빈의 형 한명은 불조계에서 형사로 취직하기도 했다. 또한 당시 무역업으로 매상을 올려 재산이 계속 늘었다. 어느 날 이를 보다못한 김구가 정화암을 찾아갔다. 김구는 즉석에서 정화암에게 옥관빈을 죽이자고 제의하였다. 독립운동가들을 모욕한 그 언동만으로도 용서할 수 없다는 것이다. 정화암은 동의하였고, 백범하고 정화암과 안공근 셋이서 이야기를 했다.
민족주의자들과 공산주의자들이 떠나고 없는 상하이에서 가장 활발하게 움직이고 있던 독립운동단체는 무정부주의자들의 조직인 남화한인청년연맹이었다. 이 단체는 만주사변 이후에 상해로 집결한 무정부주의자들이 정화암, 유자명, 李康勳(이강훈), 백정기 등을 중심으로 하여 1931년 9월경에 조직한 것이었다. 남화한인청년연맹은 중국과 일본의 무정부주의자들과 연대하여 1931년 11월 중순에 항일구국연맹을 결성하고, 일본의 주요기관 파괴, 요인 암살, 친일분자 숙청, 배일선전 등을 실행할 연맹의 행동대로 흑색공포단을 조직했다. 김구는 중국인들과 중국 국민당 정부의 지원으로 자금은 확보했으나 일을 수행할 마땅한 인물이 없었고 남화한인청년연맹은 사람은 있으나 돈이 없었다. 그리하여 김구의 자금과 남화한인청년연맹의 인력이 합작하여 옥관빈을 처단하기로 하였다. 이 일은 김구·안공근·정화암 세 사람만 알고 비밀에 부치기로 했다.

#### 친일파 변절 의혹, 간통, 피살 (1933)
일설에 따르면, 1933년 7월 22일~7월 23일 경 옥관빈이 일본 군대를 위하여 약 2만원의 재목을 제공하고 일본 관헌에게 혁명운동에 관한 밀정행위를 한 사실이 포착되었다. 이에 오면직과 엄형순은 정화암과 연락을 취하면서 옥성빈(玉成彬, 옥관빈의 형)의 집 맞은 편 중국인의 집 2층에 수일간 잔복하며 사살할 기회를 엿보았다. 김구로부터 자금을 지원받은 정화암은 자전거 몇 대를 구입하여 옥관빈의 신원추적에 착수했다. 두 달 동안 추적한 끝에 그의 은신처를 알아냈다. 옥관빈은 상하이 프랑스 조계 공무국 경찰로 근무하는 그의 종형 옥성빈(玉成彬)의 집 뒤쪽 정자칸 방에 사는 흥사단 단원 이아무개의 부인과 내연관계를 맺고 있었다. 그리하여 일주일에 한두 번씩 그 집에 드나들었다. 이아무개는 漢口에서 소규모의 세발자전거 공장을 차리고 있어서 집을 비우고 있었다. 옥관빈 암살은 김구의 심복으로 남화한인청년연맹에 가입해 있는 오면직(吳冕稙)과 엄형순이 맡았다. 이들은 무정부주의 단체인 남화한인청년연맹 산하 흑색공포단 소속이었다.
정화암의 증언에 의하면 옥관빈은 정화암의 사촌동생의 뒷집에 살던 다른 흥사단원 이모의 처와 불륜관계에 있었다. 흥사단원인 이모는 독립운동을 하면서 동시에 작은 세발 자전거 생산 공장을 운영하고 있었고, 그가 공장 일을 보러 가는 사이 그의 부인과 간통을 한 것이다.
"백범으로부터 자금을 받아 우리는 작전을 세웠지요. 양여주, 다른 이름으로는 오면직, 그리고 엄형순이 옥관빈 살해의 책임을 맡았지요. 옥관빈의 동정을 살피기 두 달 뒤 우리는 이놈이 제 사촌동생 집 뒷쪽 정자칸방에 사는 흥사단원 이 아무개의 처와 불륜관계에 있음을 알아냈지요. 이 아무개는 한구(漢口)의 조그만 세발자전거 공장을 열고 있어 집에 없었던 겁니다. 1933년 8월 1일 밤 열두 시가 넘은 깊은 밤, 정을 통하고 나오는 옥관빈을 엄형순이 그냥 쏘아 죽였지요. 즉사지요." - 정화암의 증언
1933년 8월 1일 저녁 9시 무렵 옥관빈이 옥성빈의 집에서 나올 때에 기다리고 있던 엄형순이 자동차로 접근하여 권총 세 발을 쏘았고, 옥관빈은 그 자리에서 즉사했다. 다른 문헌에 따르면 1933년 8월 1일 밤 12시(8월 2일 0시 경) 옥관빈은 상하이 프랑스 조계의 이모씨의 처와 간통하고 나오던 중 이모의 집 근처에 숨어있던 엄순봉의 총격을 받았다. 총소리에 놀란 동네 주민들과 경찰관들이 '강도야! 도적이야!' 소리치며 몰려오자 엄형순은 '강도가 저 쪽으로 뜁디다'고 말하고는 유유하게 나왔다. 1933년 8월 1일 보도에 따르면 옥관빈은 상하이 프랑스 조계에 사는 친척을 만나러 자동차를 타고 가다가 차에서 내리는 즉시 양여주(楊汝舟, 본명 오면직 吳冕植), 엄순봉(嚴舜奉, 일명 엄형순)의 총격을 받고 절명했다.
그러나 옥관빈이 친일파 또는 밀정인지에 대해서는 논란이 있으며 학계에서는 증거가 부족한 것으로도 지적된다. 이 때문에 '친일반민족행위진상규명보고서'와 '친일인명사전' 등에서도 제외된 바 있다. 부정론에 따르면, 옥관빈은 독립운동가 안창호를 신뢰하여 독립자금을 지원했지만 아나키스트 단체의 군자금 요구에 대해서는 단호하게 거부했고, 이로 인해 아나키스트들로부터 원한을 사게 되었으며, 김구와 안창호 계열 간의 갈등과 대립이 이러한 상황을 더욱 복잡하게 만들었다. 결과적으로, 남화한인청년연맹이라는 아나키스트 단체가 김구의 청부(옥관빈/옥성빈 청구총액 2,000원)를 받아 옥관빈에게 간통과 밀정이라는 누명을 씌워 살해하게 된 것이다.

### 사후
1933년 8월 2일 상하이 프랑스 영사관 경무국 정무과의 '옥관빈 암살 조사 보고'에 따르면 옥관빈은 중국으로 귀화했음에도 불구하고 일본 영사관에도 등록되어 있었다. 상하이 일본 영사 이시이 이타로는 상하이 프랑스 영사관 영사 대리 쿠아파르에게 보낸 편지에 옥관빈과 석현구(石鉉九)를 "한국계 일본 국민"이라고 기술하였다.
옥관빈 살해 사건은 그가 기독교계 실력자이던 관계로 상하이 한국인 사회에 커다란 파문을 일으켰다. 옥관빈이 동료 흥사단 단원 이모의 처와 간통한 사실이 상하이 교민사회에 알려지면서 일부 독립운동가나 기독교인사들에 대한 야유와 조소가 가해졌다. 또한 안창호와 조병옥 등의 열성적 활동으로 널리 알려졌던 흥사단 역시 싸구려 친목단체로 격하, 폄하당하는 원인을 제공하였다.
1933년 8월 9일 사건의 진상이 오리무중인 가운데 '韓人除奸團(한인제간단)'이라는 이름으로 성명서가 발표되었다. 이 단체는 옥관빈에게 6개조의 죄목이 있다면서 '옥관빈이 중국 국민당과 상해시민연합회의 요직을 맡으면서 중국의 군사정치정참을 하였다'고 주장했다. 한편 8월 12일 옥관빈의 시신은 평양에 도착하여 중화군(中和郡)으로 이송되었으며 무진(무辰)땅에 안장될 거라고 보도되었다.
한국민족운동사학회와 대한민국 국가보훈처에 따르면, 1933년 8월 9일 상해연맹에서는 '한인제간단'의 명의로 '역도 옥관빈의 죄상을 선포한다'라는 제목의 성명서를 각 방면에 살포하여 옥관빈의 주구적 죄상을 만천하에 폭로하였다. 한인애국단과의 합작하에 이루어졌던 이 사건이 한인제간단의 명의로만 발표됨으로써, 이후 김구측과 상해연맹의 관계가 틀어져 1933년 11월 김구에 의해 오면직이 소환당하는 등의 문제가 발생한다.
1933년 9월 1일 《삼천리》 제5권 제9호에는 다음과 같이 보도되었다. "상해 옥관빈 씨가 피살 당하였다. 그는 안창호의 부하로 있어 일도 많이 하다가, 정계에서 발을 끊고 실업에 종사하여 벌써 10년, 독일화학약품(獨逸化學藥品)의 동양전매특허를 맡아 삼덕양행을 경영하여 100여 만원의 거부를 이루었다. 각금 운동자금을 달라고 가면 '너희만 일하겠느냐, 나도 돈버는 목적이 있다' 하고 모두 거절하여 왔으며 이것이 원한에 의한 피살(含怨被殺)의 주원인이라 한다."
1933년 가을 옥관빈 암살 관련자인 이수봉(李秀峯), 김철(金哲) 등이 검거되었다.

## 평가

### 친일•변절자설,일제의 밀정설
- 세계한민족문화대전의 '안공근' 문서에는 다음과 같이 기술되었다. "안공근은 1933년 박찬익, 엄항섭 등과 함께 친일 활동을 하는 상해한국인친우회 위원장 유인발과 옥관빈의 처단을 주도하였다."[9]
- 국사편찬위원회의 《한민족독립운동사자료집》에는 다음과 같이 기술되었다. "남화연맹은 김구(金九)의 애국단(愛國團)과 협력하여 친일부역자들의 처단을 위해 투쟁했다. 1933년 상해에서 일본군과 내통한 옥관빈(玉觀彬)의 처단과 남화연맹원 엄형순(嚴亨淳) 이규호(李圭虎)의 친일분자 이용노(李容魯) 처단 등이 그것이다."[10]
- 정화암은 옥관빈을 "그는 원래 청년 독립운동가였는데, 어느 새 매국노가 되어 거부(巨富)가 되었습니다"라고 평가하였다.[4]

- 1933년 9월 5일 동아일보는 유인발을 "친일단체 친우회(상해한국인친우회)의 관계자"라고 보도하였다.[55]
- 1935년경 일본 제국의 자료에는 다음과 같이 나와있다. "김구 일파의 사주에 의함. 옥관빈은 三德洋行 주인으로서 상당히 축재를 한 자인데 불령선인 등에 대한 자금 등을 제공하지 않고 친일적 태도를 가진 자라 하여 권총으로 사살함." 또한 이 자료에 따르면 대한민국 임시정부 측은 옥관빈을 친일파로 보았고, 석현구를 일본측 밀정으로 보았다.[11]
- 1936년 3월 12일 조선총독부 경무국장은 옥관빈을 친일조선인(親日鮮人)이라고 기술하였다.[56]
- 대한민국 역사를 전공한 중국인 박사 1호인 쑨커즈씨(孫科志.33)는 1998년 고려대 박사학위심사 통과논문 《일제시대 상하이 한인(韓人)사회 연구》에서 '옥관빈(玉成彬).관빈(觀彬) 형제는 원래는 독립운동에 투신했으나 악랄한 친일분자로 변절한 뒤 상하이에 눌러앉았으며 일부 친일파는 중국인 노동자들을 상대로 일제에 투항하도록 선전하기도 했다'고 기술하였다.[12]
- 2006년 손세일은 자신의 저술에서 "(1933년경)옥관빈은 친일파로 변신해 있었다"고 기술하였다.[13]
- 2008년 독립기념관 한국독립운동사연구소 이호룡은 자신의 저서에서 "일제의 밀정 노릇을 한 옥관빈을 사살했다"고 기술하였다.[14]
- 2010년 8월 한홍구는 자신의 논문에서 "옥관빈은 처음에는 독립운동에 종사하였지만, 부를 축적한 이후, 친일의 길에 들어섰다"고 기술하였다.[15]
- 2011년 국사편찬위원회 김광재는 자신의 논문에서 "이러한 시각은 오늘날에도 그대로 이어져 한국에서 옥관빈은 친일파, 변절자, 밀정 등으로 낙인이 찍혀 기피인물이 되었다"고 기술하였다.[16]
- 2014년 대한민국 국가보훈처의 공훈전자사료관 자료 중 오면직의 공적상세에 "일제의 밀정 노릇을 한 옥관빈"이라고 명시되었다.[8]
- 2018년 2월 규장각한국학연구원 객원연구원 윤대원은 자신의 저술에서 "정화암을 비롯한 재중국 무정부주의자들이 이미 옥관빈 등 친일파 등을 암살한 경험이 있고"라고 기술하였다.[17]

#### 반론
- 옥관빈이 2009년 발행된 친일반민족행위진상규명 보고서와 친일인명사전에 등재되지 않았다는 점을 이용한 간접적인 반론이 있다. 그러나 '친일인명사전에 등재되지 않았다'를 '친일파가 아니다'라고 해석하는 것은 무지에 호소하는 논증(augument from ignorance), 즉 오류이다.
- 2012년 12월 국사편찬위원회 김광재는 《上海시기 玉觀彬 밀정설에 대한 비판적 검토》라는 논문을 발표하였다.[57]

### 중국의 평가
- 중국의 종교사, 특히 불교사를 연구하는 학자들은 옥혜관(옥관빈)을 근대 한중 불교의 가교이자 메신저로 높이 평가하고 있다.[5]
- 불자약창(佛慈藥廠)을 설립하여 중약(中藥)을 근대화한 중국의 애국적인 실업가로서 평가되고 있다.[5]
- 대한민국 역사를 전공한 중국인 박사 1호인 쑨커즈(孫科志)는 1998년 자신의 논문에서 '옥성빈(玉成彬), 관빈(觀彬) 형제는 원래는 독립운동에 투신했으나 악랄한 친일분자로 변절한 뒤 상하이에 눌러앉았으며 일부 친일파는 중국인 노동자들을 상대로 일제에 투항하도록 선전하기도 했다'고 하였다.[58]

### 기타 평가
- 1933년초 이순탁은 세계일주 당시 상해에서 당시 '40여개국 사람들이 모여서' 번성하는데, 조선인들이 여기 그중에 끼지못해 눈물겹다면서 상해교통대학에서 체육부주임으로 있던 신국권과 함께 옥관빈 두명의 성실성을 자랑하기도 했다. 이순탁은 귀국후 이들의 성공을 기원하며 동포들의 노력을 촉구하기도 했다.

## 기타 일화
1933년 8월 17일 석현구(石鉉九)가 피살되는 사건이 발생됐다. 상해한국인친우회 위원장 유인발(柳寅發)은 일련의 암살 사건이 상해대한교민단에 의한 것으로 보고 상해대한교민단 산하 의경대 대장 박창세(朴昌世)를 찾아가 항의하였다. 박창세의 집엔 이수봉도 있었는데, 박창세와 이수봉은 '옥관빈 피살 사건은 안공근·박찬익·엄항섭 등이 무정부주의자들과 제휴하고 감행한 것' 그리고 '김구 일파는 유인발도 암살할 계획이 있다는 것'을 주장하면서, 유인발에게 '이러한 상황이므로 귀하(유인발)는 우리들과 합동하여 그들(김구파)을 전부 보는대로 암살하면 어떠냐'고 제안하였다. 그리하여 쌍방은 김구파에 항쟁하기로 약속했다고 한다. 그러나 이것은 상해대한교민단 내 김구·안공근파인 박창세가 자신의 정체를 숨기고 유인발을 안심시키기 위한 속임수였다.
1933년 8월 31일 유인발이 중국가의 자택에서 괴한에게 저격 당해 중상을 입었는데, 피해 현장에서 압수한 탄환의 탄피는 석현구 암살에 사용된 것과 완전 동일했다.
1933년 9월 4일 상해한국인친우회는 프랑스 총영사 대리에게 공문을 보내 안공근, 엄항섭, 박찬익, 박창세(朴昌世), 이수봉(李秀峰), 이경산(李景山) 등 6명의 체포를 부탁하였고 이에 9월 5일 오전 6시 경찰부가 박창세의 집을 수색하였으나 박창세와 이수봉 모두 간밤에 도주하였다.
1933년 9월 8일 김익성(金益星, 본명 김수산 金水山)이 일본 영사관 경찰에 의해 유인발 저격 사건의 용의자로 체포되었다. 그는 쑤저우(소주)감옥에 수감되었다가 본국으로 압송되었다.
옥관빈이 암살되자 옥성빈은 동생을 살해한 범인을 찾으려고 애를 썼다. 그 역시 독립운동을 방해하고 있던 친일파였다. 옥성빈도 넉 달 뒤인 1933년 12월 18일 오후 6시에 상하이 프랑스 조계 김해산(金海山)의 집 입구 길가에서 암살되었다. 1933년 12월 18일 옥관빈의 친형 옥승빈도 밀정 혐의로 남화한인연맹 단원에 의해 암살당했다. 불조계 공부국에서 형사로 근무하던 옥관빈의 사촌 형 옥성빈은 독립운동을 방해했다는 이유로 김해산(金海山, 金文熙)의 집 입구 노상에서 암살당했다.

## 참고 문헌
- 박은식, 《한국독립운동지혈사》 (소명출판, 2008)
- 김구, 《백범일지》 (배경식 역, 너머북스, 2008)
- 유영익, 《이승만과 대한민국임시정부》 (연세대학교출판부, 2009) 224페이지
- 김학준, 《혁명가들의 항일 회상》 (민음사, 2005)

## 같이 보기
| - 국채보상운동 - 105인 사건 - 신민회 - 상하이 임시정부 - 대한민국 임시의정원 - 대한민국 임시정부 - 독립신문 - 양기탁 - 윤치호 - 안창호 - 신채호 | - 김구 - 김립 - 안공근 - 박용만 - 김규식 - 김진익 - 신익희 - 이동녕 - 조봉암 - 조소앙 |

## 옥관빈이 등장하는 대중문화 작품
- 1995년, 김하균 - 《김구》 KBS1 텔레비전 드라마
- 2010년, 김하균 - 《자유인 이회영》 KBS1 텔레비전 드라마